# Europapokal der Pokalsieger 1967/68

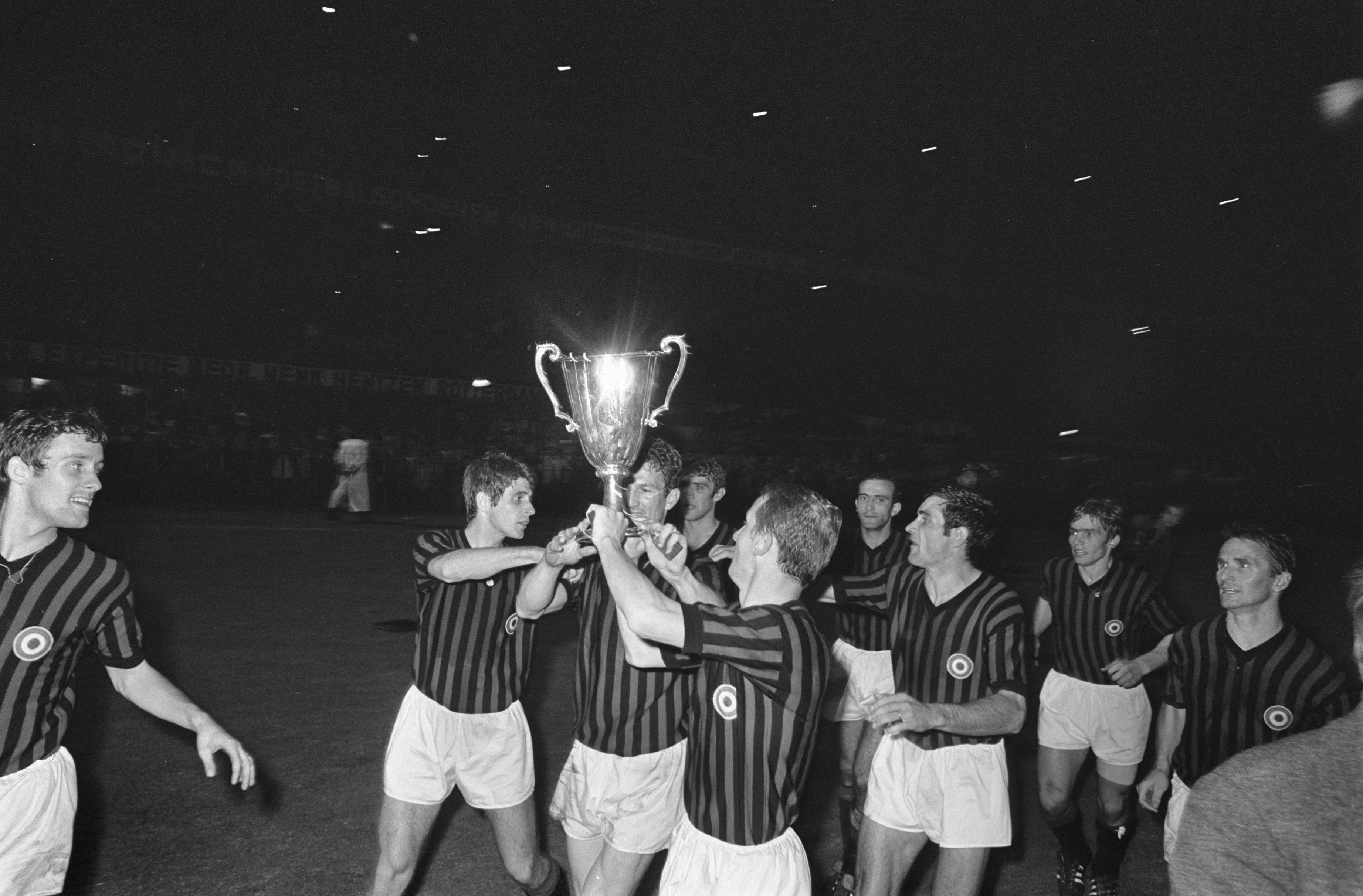
Milan nach dem Gewinn des Europapokal der Pokalsieger 1967/68

Der Europapokal der Pokalsieger 1967/68 war die achte Ausspielung des Wettbewerbs der europäischen Fußball-Pokalsieger. 32 Klubmannschaften aus 31 Ländern nahmen teil, darunter Titelverteidiger FC Bayern München, der auch gleichzeitig als amtierender DFB-Pokalsieger antrat, weitere 27 amtierende Pokalsieger und fünf unterlegene Pokalfinalisten (FC Aberdeen, Lausanne-Sports, Torpedo Moskau, NAC Breda und Hamburger SV).
Aus Deutschland war neben dem Titelverteidiger und aktuellem DFB-Pokalsieger FC Bayern München noch der Finalist Hamburger SV am Start, da der Titelverteidiger ohnehin startberechtigt gewesen wäre. Aus der DDR nahmen die BSG Motor Zwickau als FDGB-Pokalsieger, aus Österreich der ÖFB-Cupsieger FK Austria Wien und aus der Schweiz Pokalfinalist Lausanne-Sports am Wettbewerb teil.
Das Finale bestritten der AC Mailand und der Hamburger SV in De Kuip von Rotterdam am 23. Mai 1968. Der AC Mailand setzte sich dabei durch zwei frühe Tore von Kurt Hamrin mit 2:0 durch. Durch den Finaleinzug des HSV konnten zum einzigen Mal in vier aufeinanderfolgenden Spielzeiten die Vertreter eines Verbandes das Endspiel erreichen.
Torschützenkönig wurde Uwe Seeler vom Hamburger SV mit acht Toren.

## Modus
Die Teilnehmer spielten wie gehabt im reinen Pokalmodus mit Hin- und Rückspielen den Sieger aus. Gab es nach beiden Partien Torgleichstand, entschied die Anzahl der auswärts erzielten Tore (Auswärtstorregel). War auch deren Anzahl gleich, fand ein Entscheidungsspiel auf neutralem Platz statt, da ein Elfmeterschießen noch nicht vorgesehen war. Das Finale wurde in einem Spiel auf neutralem Platz entschieden. Bei unentschiedenem Spielstand nach Verlängerung wäre ein Wiederholungsspiel angesetzt worden, da auch im Finale ein Elfmeterschießen noch nicht vorgesehen war.

## 1. Runde
Die Hinspiele fanden vom 6. bis 21. September, die Rückspiele vom 13. September bis zum 11. Oktober 1967 statt.
|                   | Gesamt |                     | Hinspiel | Rückspiel |
| ----------------- | ------ | ------------------- | -------- | --------- |
| FC Aberdeen       | 14:10  | KR Reykjavík        | 10:00    | 4:1       |
| Hamburger SV      | 7:3    | Randers Freja       | 5:3      | 2:0       |
| FK Austria Wien   | 1:4    | Steaua Bukarest     | 0:2      | 1:2       |
| Rába ETO Győr     | 9:0    | Apollon Limassol    | 5:0      | 4:0       |
| Hajduk Split      | 3:6    | Tottenham Hotspur   | 0:2      | 3:4       |
| Shamrock Rovers   | 1:3    | Cardiff City        | 1:1      | 0:2       |
| FC Aris Bonneweg  | 1:5    | Olympique Lyon      | 0:3      | 1:2       |
| Torpedo Moskau    | 1:0    | BSG Motor Zwickau   | 0:0      | 1:0       |
| HJK Helsinki      | 1:8    | Wisła Krakau        | 1:4      | 0:4       |
| Fredrikstad FK    | 2:7    | Vitória Setúbal     | 1:5      | 1:2       |
| FC Valencia       | 8:2    | Crusaders FC        | 4:0      | 4:2       |
| Lausanne-Sports   | 3:4    | Spartak Trnava      | 3:2      | 0:2       |
| AC Mailand        | 6:2    | Lewski Sofia        | 5:1      | 1:1       |
| Altay İzmir       | 2:3    | Standard Lüttich    | 2:3      | 0:0       |
| FC Bayern München | 7:1    | Panathinaikos Athen | 5:0      | 2:1       |
| FC Floriana       | 1:3    | NAC Breda           | 1:2      | 0:1       |

## 2. Runde
Die Hinspiele fanden vom 8. bis 30. November, die Rückspiele vom 14. November bis 14. Dezember 1967 statt.
|                   | Gesamt    |                   | Hinspiel | Rückspiel |
| ----------------- | --------- | ----------------- | -------- | --------- |
| FC Bayern München | 7:3       | Vitória Setúbal   | 6:2      | 1:1       |
| NAC Breda         | 2:5       | Cardiff City      | 1:1      | 1:4       |
| Wisła Krakau      | 0:5       | Hamburger SV      | 0:1      | 0:4       |
| Rába ETO Győr     | (a)3:3(a) | AC Mailand        | 2:2      | 1:1       |
| Torpedo Moskau    | 6:1       | Spartak Trnava    | 3:0      | 3:1       |
| Standard Lüttich  | 3:2       | FC Aberdeen       | 3:0      | 0:2       |
| Olympique Lyon    | (a)4:4(a) | Tottenham Hotspur | 1:0      | 3:4       |
| FC Valencia       | 3:1       | Steaua Bukarest   | 3:0      | 0:1       |

## Viertelfinale
Die Hinspiele fanden am 14./21./28. Februar und 6. März, die Rückspiele am 13./19. März 1968 statt.
|                  | Gesamt |                   | Hinspiel | Rückspiel |
| ---------------- | ------ | ----------------- | -------- | --------- |
| FC Valencia      | 1:2    | FC Bayern München | 1:1      | 0:1       |
| Hamburger SV     | 2:2    | Olympique Lyon    | 2:0      | 0:2 n. V. |
| Standard Lüttich | 2:2    | AC Mailand        | 1:1      | 1:1 n. V. |
| Cardiff City     | 1:1    | Torpedo Moskau    | 1:0      | 0:1 n. V. |

### Entscheidungsspiele
Die Spiele fanden am 20. März 1968 in Hamburg, Mailand  bzw. Augsburg statt.
|                  | Ergebnis |                |
| ---------------- | -------- | -------------- |
| Hamburger SV     | 2:0      | Olympique Lyon |
| Standard Lüttich | 0:2      | AC Mailand     |
| Cardiff City     | 1:0      | Torpedo Moskau |

## Halbfinale
Die Hinspiele fanden am 24. April/1. Mai, die Rückspiele am 1./8. Mai 1968 statt.
|              | Gesamt |                   | Hinspiel | Rückspiel |
| ------------ | ------ | ----------------- | -------- | --------- |
| Hamburger SV | 4:3    | Cardiff City      | 1:1      | 3:2       |
| AC Mailand   | 2:0    | FC Bayern München | 2:0      | 0:0       |

## Finale
| AC Mailand                                              | AC Mailand | Hamburger SV | Hamburger SV | Aufstellung                               |
| ------------------------------------------------------- | --- | --- | ------------ | ----------------------------------------- |
| AC Mailand                                              | \| 23. Mai 1968 in Rotterdam (De Kuip) \| \| Ergebnis: 2:0 (2:0) \| \| Zuschauer: 53.276 \| \| Schiedsrichter: José María Ortiz de Mendíbil ( Spanien) \|                                                               | \| 23. Mai 1968 in Rotterdam (De Kuip) \| \| Ergebnis: 2:0 (2:0) \| \| Zuschauer: 53.276 \| \| Schiedsrichter: José María Ortiz de Mendíbil ( Spanien) \|                                     | Hamburger SV | Aufstellung AC Mailand gegen Hamburger SV |
| AC Mailand                                              | Fabio Cudicini – Angelo Anquilletti, Roberto Rosato, Giovanni Trapattoni, Karl-Heinz Schnellinger – Giovanni Lodetti, Gianni Rivera , Nevio Scala – Kurt Hamrin, Angelo Sormani, Pierino Prati Cheftrainer: Nereo Rocco | Özcan Arkoç – Helmut Sandmann, Willi Schulz, Holger Dieckmann, Jürgen Kurbjuhn – Werner Krämer, Egon Horst – Bernd Dörfel, Uwe Seeler , Franz-Josef Hönig, Gert Dörfel Cheftrainer: Kurt Koch | Hamburger SV | Aufstellung AC Mailand gegen Hamburger SV |
| AC Mailand                                              | 1:0 Kurt Hamrin (3.) 2:0 Kurt Hamrin (15.) | | Hamburger SV | Aufstellung AC Mailand gegen Hamburger SV |
| 23. Mai 1968 in Rotterdam (De Kuip)                     | | |              |                                           |
| Ergebnis: 2:0 (2:0)                                     | | |              |                                           |
| Zuschauer: 53.276                                       | | |              |                                           |
| Schiedsrichter: José María Ortiz de Mendíbil ( Spanien) | | |              |                                           |